# Jüdischer Friedhof (Bornheim)

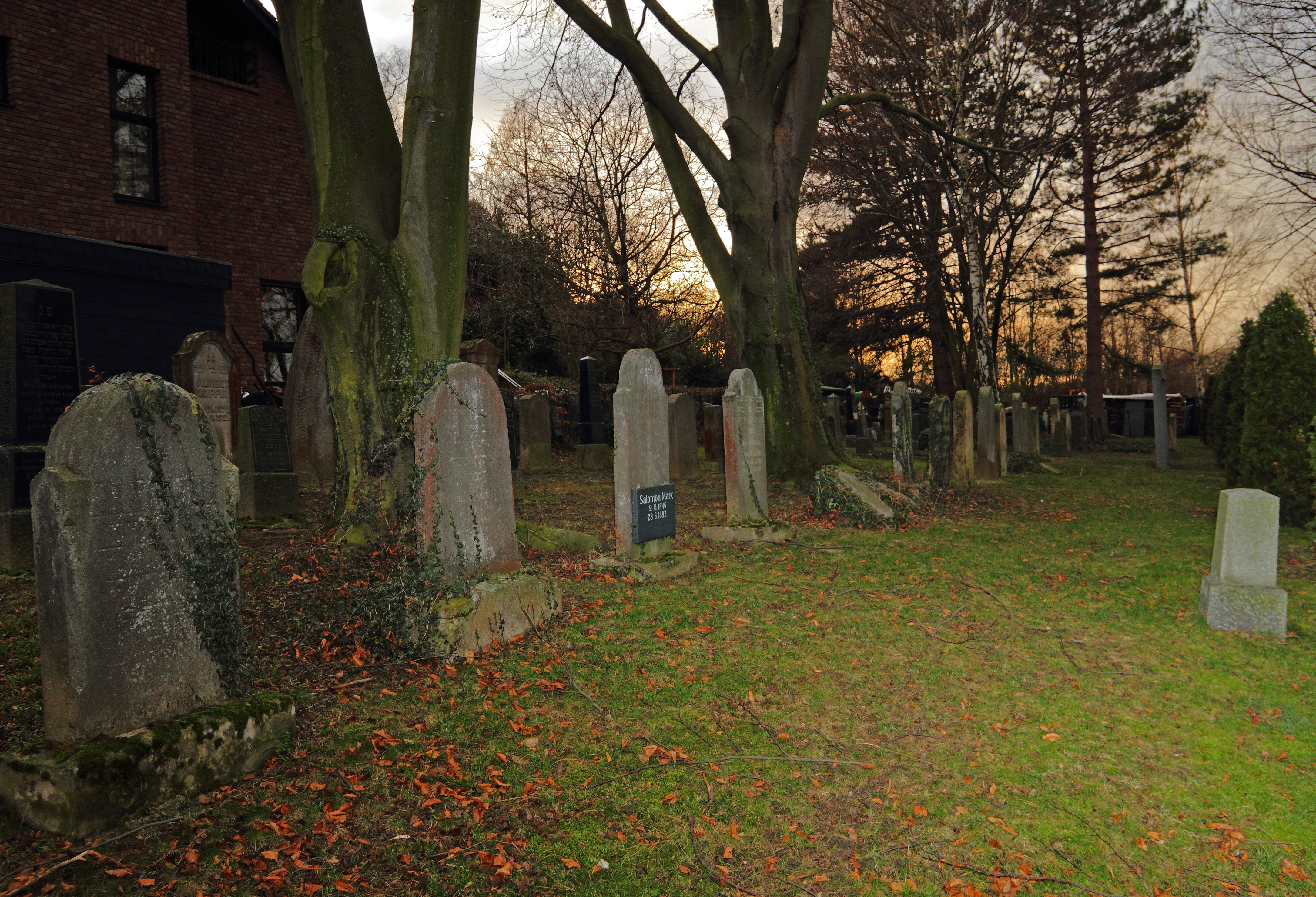
Jüdischer Friedhof in Bornheim

Der Jüdische Friedhof Bornheim liegt im Ortsteil Botzdorf der Stadt Bornheim im Rhein-Sieg-Kreis (Nordrhein-Westfalen).
Der jüdische Friedhof wurde vermutlich seit dem 16. Jahrhundert belegt. Das älteste Grabmal stammt aus dem Jahr 1771. Es sind noch 107 Grabsteine (Mazewot) vorhanden. Der jüdische Friedhof ist 2004 in einer Studie im Auftrag der Stadt Bornheim dokumentiert worden.
Früher wurden auf dem Friedhof auch die in Hersel, Heimerzheim und Sechtem verstorbenen Juden bestattet.
Auf dem Friedhof steht ein Mahnmal.